# Helena Fuchsová
Helena Fuchsová z domu Dziurová (ur. 3 czerwca 1965 w Taborze, zm. 14 marca 2021) – czeska lekkoatletka, specjalistka biegów krótkich i średniodystansowych, medalistka mistrzostw Europy.
Wystąpiła w biegu na 800 metrów na halowych mistrzostwach świata w 1991 w Sewilli, ale odpadła w przedbiegu.
Międzynarodowe sukcesy przyszły w roku, w którym ukończyła 30 lat. Na halowych mistrzostwach świata w 1995 w Barcelonie zdobyła srebrny medal w sztafecie 4 × 400 metrów (sztafeta biegła w składzie: Naděžda Koštovalová, Dziurová, Hana Benešová i Ludmila Formanová). W biegu na 400 metrów odpadła w półfinale. Na mistrzostwach świata w 1995 w Göteborgu odpadła w eliminacjach biegu na 400 metrów i sztafety 4 × 400 metrów. Odpadła w półfinale biegu na 400 metrów podczas halowych mistrzostw Europy w 1996 w Sztokholmie (w finale B zajęła 3. miejsce).
Na igrzyskach olimpijskich w 1996 w Atlancie Fuchsová odpadła w ćwierćfinale biegu na 400 metrów, a w sztafecie 4 × 400 metrów zajęła wraz z koleżankami 7. miejsce. Zdobyła brązowy medal na 400 metrów na halowych mistrzostwach świata w 1997 w Paryżu, a sztafeta 4 × 400 metrów z jej udziałem zajęła 4. miejsce. Na mistrzostwach świata w 1997 w Atenach zajęła 6. miejsce na 400 metrów oraz 5. miejsce w sztafecie 4 × 400 metrów. Zdobyła brązowy medal na 400 metrów na halowych mistrzostwach Europy w 1998 w Walencji.
Zdobyła srebrny medal w biegu na 400 metrów na mistrzostwach Europy w 1998 w Budapeszcie, a w sztafecie 4 × 400 metrów była piąta. Odpadła w półfinale na 400 metrów na mistrzostwach świata w 1999 w Sewilli, a sztafeta 4 × 400 metrów z jej udziałem zajęła w finale 4. miejsce.
Na halowych mistrzostwach Europy w 2000 w Gandawie zdobyła brązowy medal w biegu na 400 metrów. Była piąta w finale biegu na 800 metrów na igrzyskach olimpijskich w 2000 w Sydney, a w sztafecie 4 × 400 metrów zajęła wraz z koleżankami 7. miejsce. Zdobyła brązowy medal na 800 metrów na halowych mistrzostwach świata w 2001 w Lizbonie. Odpadła w eliminacjach na tym dystansie podczas mistrzostw Europy w 2002 w Monachium.
Helena Fuchsová była mistrzynią Czechosłowacji w biegach na 400 metrów i 800 metrów w 1992 oraz halową mistrzynią na 400 metrów w 1989 i na 800 metrów w 1990. Po rozpadzie Czechosłowacji była mistrzynią Czech w biegu na 200 metrów w 2000 i na 400 metrów w 1996, 1997 i 1999, a także halową mistrzynią na 400 metrów w 1995, 2000 i 2002.
Dwukrotnie poprawiała rekord Czech w sztafecie 4 × 400 metrów do wyniku 3:23,73 (10 sierpnia 1997 w Atenach). 9 marca 1997 w Paryżu sztafeta Czech w składzie: Naděžda Koštovalová, Ludmila Formanová, Fuchsová i Hana Benešová ustanowiła wynikiem 3:28,47 aktualny halowy rekord kraju w tej konkurencji.
Zakończyła karierę sportową w 2004. 
Zmarła 14 marca 2021 roku po ciężkiej chorobie, miała 55 lat.